# 普保
普保（？—1844年），哈达纳喇氏，字介如，又字怀千，号介石，满洲正黄旗人。乾隆壬子举人，嘉庆辛酉进士。官翰林院庶吉士，先后任吏部员外郎，侍讲学士，翰林院侍读学士，詹事府少詹事，太仆寺卿，太常寺卿，都察院左副都御史，理藩院侍郎，盛京吏部侍郎等职。